# Adilşah Kadin
Ayşe Adilşah Kadın (turco ottomano: عادل شاہ قادین, lett. "vita" e "giustizia dello Şah"; circa 1748 – Istanbul, 19 dicembre 1803) è stata una consorte del sultano ottomano Mustafa III.

## Biografia
Di origini circasse, nacque intorno al 1748. Entrata nell'harem del sultano ottomano Mustafa III, venne elevata al rango di Kadın (consorte) e gli diede due figlie. Raggiunse infine il grado di "Terza Kadın".
Dopo la morte del sultano nel 1774 venne confinata nel Palazzo Vecchio con le figlie. A causa dell'ambiente isolato, entrambe le bambine svilupparono sintomi di depressione, ansia e altri comportamenti preoccupanti. Adilşah scrisse allora al nuovo sultano, Abdülhamid I, fratellastro di Mustafa III, perché concedesse alle sue due figlie di sposarsi, cosa che avrebbe permesso loro di lasciare il confinamento nel Palazzo. Il sultano esaudì la sua richiesta e trovò dei mariti per le due principesse. Durante questo periodo Adilşah creò almeno due fondazione benefiche, una nel 1795 e una nel 1797.
Adilşah morì il 19 dicembre 1803 e venne sepolta nella moschea Laleli.
Sua figlia Beyhan Sultan le dedicò una scuola costruita vicino al Palazzo Yeşillioğlu nel 1804, mentre l'altra sua figlia, Hatice Sultan, costruì in suo onore la moschea Adilşah Kadın Mescidi nel 1805. 

## Discendenza
Da Mustafa III, Adilşah Kadın ebbe due figlie:
- Beyhan Sultan (13 gennaio 1766 - 7 novembre 1824). Si sposò una volta ed ebbe una figlia.
- Hatice Sultan (14 giugno 1768 - 17 luglio 1822). Si sposò una volta ed ebbe un figlio.